# NGC 5039
NGC 5039 este o galaxie spirală situată în constelația Fecioara. A fost descoperită în 25 ianuarie 1887 de către Francis Leavenworth.